# Wayne Radford
Pour les articles homonymes, voir Radford.
Wayne Radford  est un ancien joueur de basket-ball américain né le 29 mai 1956 à Indianapolis dans l'Indiana et mort dans la même ville le 10 janvier 2021. Jouant aux postes d'arrière et de meneur, il n'a joué qu'une saison en NBA aux Pacers de l'Indiana disputant 52 matchs (12,5 minutes par match) et marquant 202 points (3,9 par match). Engagé lors de la Draft 1978, le 9 juin 1978 par les Pacers, ces derniers le libèrent le 10 octobre 1979.